# Judilson Mamadu Tuncará Gomes
Judilson Mamadu Tuncará Gomes (Agualva-Cacém, Portugal, 29 de septiembre de 1991), más conocido como Pelé, es un futbolista bisauguineano que juega de centrocampista.

## Clubes
| Club                             | País       | Año       |
| -------------------------------- | ---------- | --------- |
| C. F. Os Belenenses              | Portugal   | 2009-2011 |
| A. C. Milan                      | Italia     | 2011-2015 |
| Arsenal Kiev (cesión)            | Ucrania    | 2012-2013 |
| S. C. Olhanense (cesión)         | Portugal   | 2013-2014 |
| C. F. Os Belenenses (cesión)     | Portugal   | 2014-2015 |
| S. L. Benfica                    | Portugal   | 2015-2017 |
| F. C. Paços Ferreira (cesión)    | Portugal   | 2015-2016 |
| C. D. Feirense (cesión)          | Portugal   | 2017      |
| Rio Ave F. C.                    | Portugal   | 2017-2018 |
| A. S. Monaco F. C.               | Francia    | 2018-2023 |
| Nottingham Forest F. C. (cesión) | Inglaterra | 2019      |
| Reading F. C. (cesión)           | Inglaterra | 2019-2020 |
| Rio Ave F. C. (cesión)           | Portugal   | 2020-2021 |
| F. C. Famalicão (cedido)         | Portugal   | 2022-2023 |